# André Kiesewetter
André Kiesewetter (20 agosto 1969) è un ex saltatore con gli sci tedesco.
Agli inizi della carriera, prima della riunificazione della Germania (1990), gareggiò per la nazionale tedesca orientale.

## Biografia
In Coppa del Mondo esordì il 14 gennaio 1990 a Liberec (38°) e ottenne la prima vittoria, nonché primo podio, il 2 dicembre successivo a Lake Placid.
In carriera prese parte a un'edizione dei Campionati mondiali, Val di Fiemme 1991, vincendo una medaglia.

## Palmarès

### Mondiali
- 1 medaglia:
  - 1 bronzo (gara a squadre a Val di Fiemme 1991)

### Coppa del Mondo
- Miglior piazzamento in classifica generale: 10º nel 1991
- 4 podi (tutti individuali):
  - 2 vittorie
  - 1 secondo posto
  - 1 terzo posto

#### Coppa del Mondo - vittorie
| Data             | Località    | Nazione     | Trampolino               |
| ---------------- | ----------- | ----------- | ------------------------ |
| 2 dicembre 1990  | Lake Placid | Stati Uniti | MacKenzie Intervale K114 |
| 15 dicembre 1990 | Sapporo     | Giappone    | Miyanomori K90           |